# Grangie

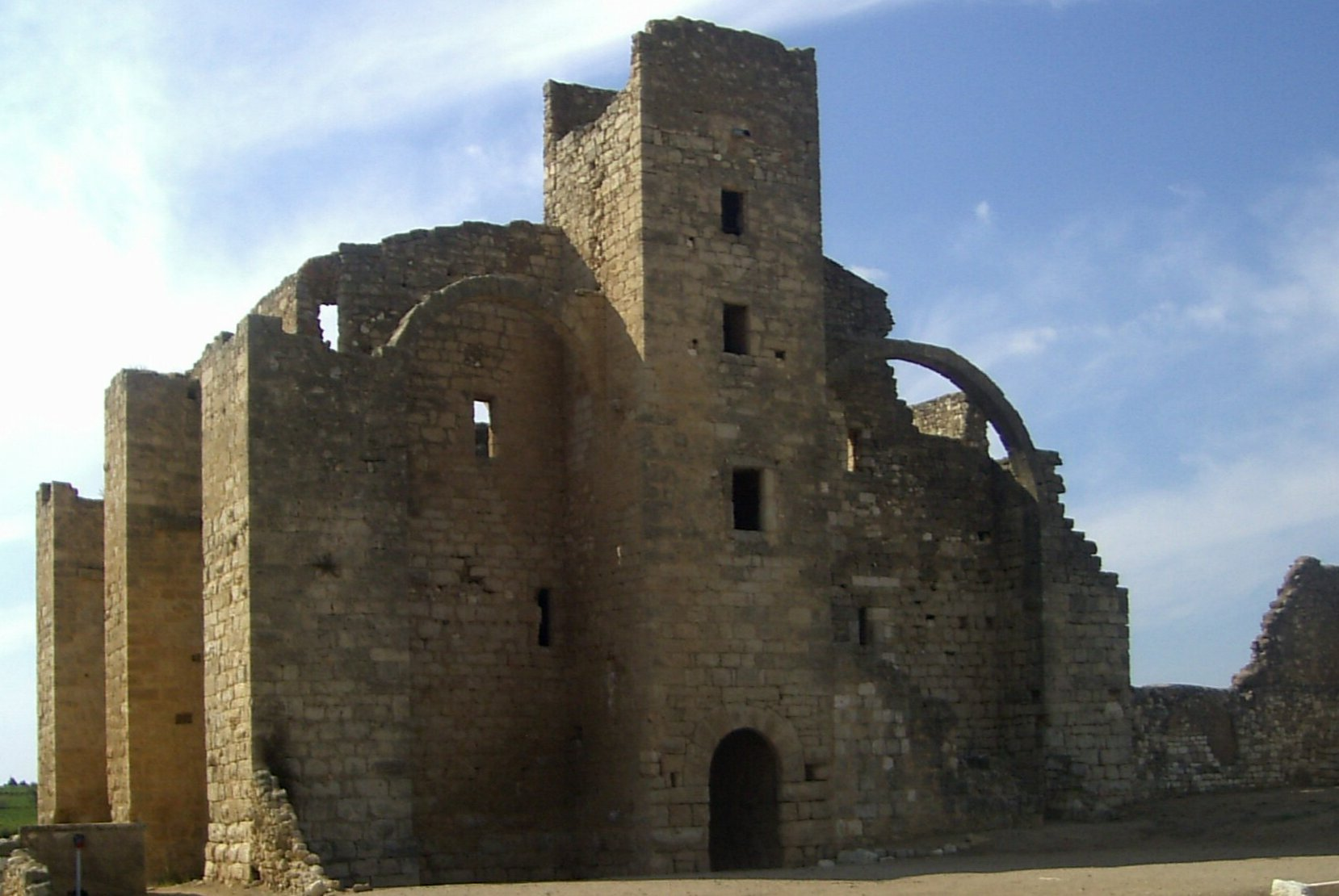
Die Ruinen der Grangie von Fontcalvy bei Ouveillan, Département Aude, gehörten zur ehemaligen Zisterzienser-Abtei Sainte-Marie de Fontfroide.

Der Begriff Grangie (lateinisch granum „Korn“, davon abgeleitet granicum bzw. grangium „Getreidespeicher“, „Vorratshaus“; italienisch grangia; französisch grange; spanisch granja) bezeichnete ursprünglich einen Getreidespeicher, dann einen umfriedeten Hofbezirk und später einen landwirtschaftlichen Gutskomplex einer weltlichen oder geistlichen Herrschaft.
Der Begriff gilt vor allem für die Wirtschaftshöfe der Zisterzienser, ferner bei Prämonstratensern und Kartäusern. In der Karolingerzeit war curia gebräuchlich, bei den Benediktinern decanatus.

## Bedeutung

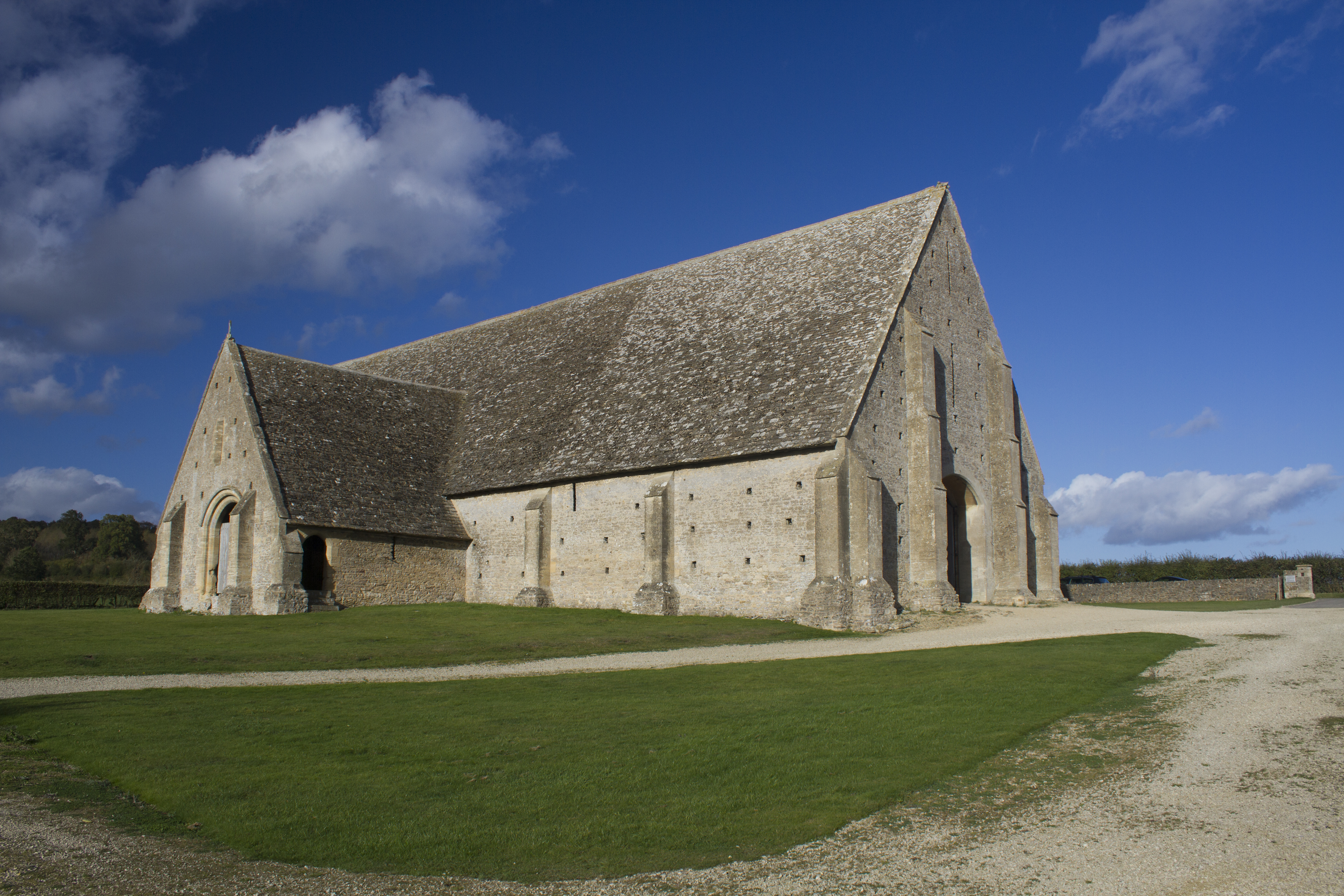
Die ehemals zur Beaulieu Abbey gehörende Great Coxwell Barn (um 1290/95) im Südwesten von Oxfordshire gehört zu den besterhaltenen Bauten ihrer Art.

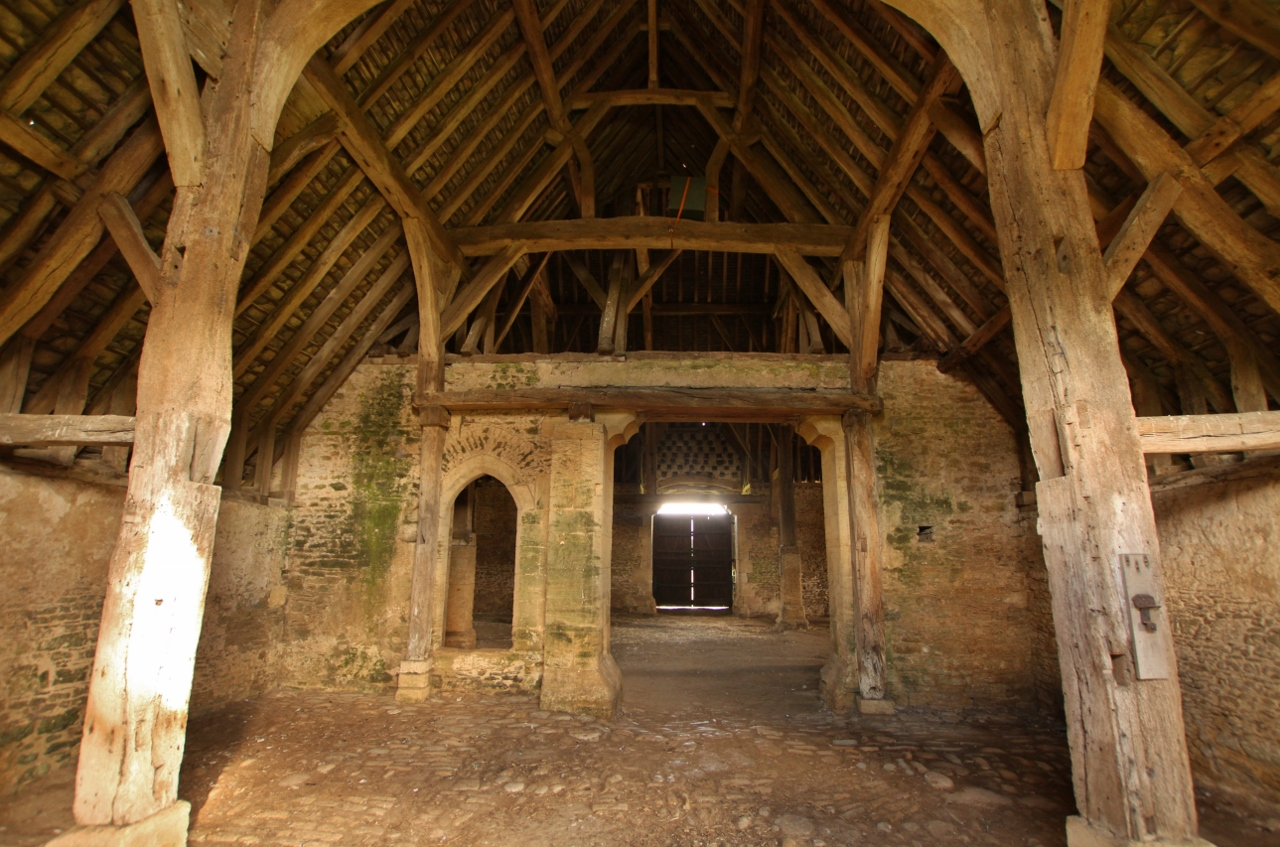
Inneres der Great Coxwell Barn

Grangien bilden die vorherrschende Gutsform der Zisterzienser und stellen dort von Laienbrüdern (Konversen) bewirtschaftete Großgüter im Umfang von 50–400 ha (Durchschnittsgröße 150–200 ha) dar; sie stützten sich in ihrer Arbeit auf Klostergesinde (Klosterhörige) und Lohnarbeiter. Ein Konverse leitete als magister grangiae den Betrieb und war dem Abt und dem Cellerar des Klosters rechenschaftspflichtig.
In der Frühzeit des Ordens entstanden Grangien oft dadurch, dass den Zisterziensern bisher unbebautes Land (Wälder, Sumpfgebiete) gestiftet wurde. Diese Gebiete erschlossen die Klosterinsassen, vor allem die Konversen genannten Laienbrüder dann durch eigene Arbeit, aber auch durch den Einsatz von Lohnarbeitern für den Ackerbau, und richteten dort ihre Wirtschaftshöfe ein. In späterer Zeit waren die Gegenden, in denen die Zisterzienser-Klöster lagen – nicht zuletzt aufgrund der Tätigkeit des Ordens – keine dünn besiedelten Einöden mehr. Nun kam es zunehmend häufiger vor, dass den Mönchen bereits bewohntes Pachtland gestiftet wurde. Das konnte dazu führen, dass die bisher dort lebenden Bauern verdrängt wurden:

„Befand sich unter dem geschenkten Land Pachtland, setzten die Zisterzienser nicht selten alles daran, die Pächter abzufinden, zum Beispiel durch die Zahlung von Geld, die Lieferung von Vieh oder von Gebrauchsgegenständen und anderem. Die Pächter mussten dann das Land verlassen oder als Lohnarbeiter für die Zisterzienser arbeiten.“

Das bisherige Dorf mit seinen Bauernhöfen wurde dann bis auf einen als Grangie genutzten Hof abgebrochen und die Felder wurden von der Abtei in Eigenbewirtschaftung genommen.
Die Wirtschaftsform der Grangien, die im 12. und 13. Jahrhundert ihren Höhepunkt hatte, war durchweg modern: Als Reaktion auf die unrentabel werdende und mehr und mehr zersplitterte traditionelle Grundherrschaft strebten die Zisterzienser nach abgerundetem Landbesitz und rechtlicher Einheitlichkeit, die zusammen mit rationellen Betriebsformen geeignet waren, Gewinne zu erzielen. Die Grangien produzierten ihre Erzeugnisse für den lokalen Markt der nahen Städte und setzten sie über die Stadthöfe der Klöster ab.

## Beispiele
Die gute urkundliche Überlieferung der Zisterzienser erlaubt es, das Entstehen und das Wirtschaftssystem der Grangien detailliert verfolgen und nachzeichnen zu können.
Im Heidelberger Umland errichteten die Zisterzienser des Klosters Schönau mit Bruchhausen und Grenzhof zwei große Grangien, wobei die Auflösung des Dorfes Lochheim urkundlich gut nachweisbar ist. Die Umwandlung des Dorfes Plankstadt zur Grangie scheiterte jedoch 1293, zum einen, weil sich die dortigen Bauern erbittert zur Wehr setzten, zum anderen, weil die Kraft des Klosters Schönau, die sich auf die Arbeit der Laienbrüder stützte, bereits im Erlahmen war.
Anekdotisch ist dagegen die Geschichte um die Maulbronner Grangie Elfingen: Den Mönchen in Maulbronn sei es gestattet gewesen, bei den Mahlzeiten die Finger in eine Rinne mit Wein zu tauchen und abzulecken. Ein Mönch soll angesichts des guten Weins geseufzt haben: „Ach wenn ich doch nur elf Finger hätte!“ So sei der Elfinger Wein zu seinem Namen gekommen.
Die Umwandlung blühender Dörfer in Einzelhöfe führte auch zu Problemen. Das fränkische Zisterzienserkloster Ebrach förderte im Hochmittelalter die Gründung von Grangien am Maindreieck. Während der sogenannten negativen Siedlungsperiode im 14. und 15. Jahrhundert wurden viele dieser Grangien dann aufgegeben. Unter diesen, teilweise temporären Ortswüstungen sind die Siedlungen Dürrenhof, Gieshügel, Kaltenhausen, Saudrach und Schmalfeld zu nennen.
Der Steinheimer Hof im Rheingau entstand nach einer Schenkung um 1175 als umfriedeter Klosterhof und war bis 1803 eine Grangie von Kloster Eberbach. Er wird seit 1956 als Staatsdomäne bewirtschaftet. An das schon im 10. Jahrhundert mit eigener Kapelle bezeugte Dorf Steinheim erinnern nurmehr Flurnamen der arrondierten Ackerfläche.

## Ortsnamen
In französischsprachigen Gegenden sind Ortsnamen mit dem Namensbestandteil Granges oder La Grange oft mit einer früheren Grangie verbunden.